# William Attia
William Attia (* 1976) ist ein französischer Spieleautor. Bekannt wurde er vor allem mit dem Brettspiel Caylus, das weltweit ein Bestseller war und mit vielen Spielepreisen ausgezeichnet wurde.

## Leben
Attia wuchs in Südfrankreich auf. Seit 1996 lebt er in Paris und absolvierte dort ein Informatik-Studium. Hauptberuflich arbeitet er als Software-Ingenieur.
2003 besuchte er erstmals die Spielemesse in Essen, wo er dann einige Jahre lang Stammgast war. 2005 wurde dort sein Spiel Caylus vorgestellt. Mit dem Spieleautor und Verlagschef von Ystari Games, Cyril Demaegd, ist er befreundet. Caylus war erst das zweite Spiel des französischen Kleinverlags.
Zwei Jahre später folgte bei Ystari mit Caylus Magna Carta eine Umsetzung von Caylus als Kartenspiel für zwei bis vier Spieler. Es erhielt 2007 beim À-la-carte-Kartenspielpreis der Zeitschrift Fairplay den 1. Platz. Im gleichen Jahr erschien beim Versailler Spieleverlag Cocktailgames das kleine Gesellschaftsspiel Tai Chi Chuan.
Bei Asmodee folgte 2011 auf der Nürnberger Spielwarenmesse die deutsche Ausgabe seines Wortakrobaten-Partyspiels Djam.
Sein Spiel Spyrium (2013) ist angesiedelt in einer Steampunk-Welt und wiederum ein Worker Placement Spiel.
Ein komplett überarbeitetes Konzept brachte Caylus 1303 (2019) mit. Zusätzlich zu einer völlig neuen Grafik wurde das Spiel kürzer und spannender gestaltet. Durch eine neue Variabilität der Startpositionen haben nunmehr vorgefasste Strategien viel weniger Raum. Außerdem gibt es nun Spielfiguren mit speziellen Fähigkeiten, deren Loyalität aber nicht sicher ist.

## Ludografie
- Caylus,  Ystari Games 2005, Spiel des Jahres: Komplexes Spiel 2006, Deutscher Spielepreis 2006, Niederländischer Spielepreis 2006, International Gamers Awards Best Strategy Game 2006.
- Caylus Magna Carta, Ystari Games 2007
- Tai Chi Chuan, Cocktailgames 2007
- Djam, Asmodée Éditions 2010
- Spyrium,[4] Ystari Games 2013
- Caylus 1303, Space Cowboys 2019

## Auszeichnungen
- 2006: „Golden Geek Board Game of the Year“ Winner
- 2007: À-la-carte-Kartenspielpreis für Caylus Magna Carta

## Belege
1. 1 2  Interviews by an Optimist No. 106 - William Attia (Caylus), BGG 2006
2. ↑  Es ist kostenlos auch online spielbar: Spyrium online im Browser spielen, Board Game Arena
3. ↑  Reimplements Caylus 1303, boardgamegeek.com, abgerufen am 21. November 2019.
4. ↑  Spielregel Spyrium (PDF, deutsch)

| Personendaten    | Personendaten             |
| ---------------- | ------------------------- |
| NAME             | Attia, William            |
| KURZBESCHREIBUNG | französischer Spieleautor |
| GEBURTSDATUM     | 1976                      |